# Treasure
TREASURE (tiếng Hàn Quốc: 트레저, đã Latinh hoá: Teurejeo) là nhóm nhạc nam thứ tư của YG Entertainment được thành lập thông qua chương trình truyền hình sống còn YG Treasure Box. Nhóm gồm 10 thành viên: Choi Hyunsuk, Park Jihoon, Yoshi, Junkyu, Yoon Jaehyuk, Asahi, Doyoung, Haruto, Park Jeongwoo, So Junghwan sau khi 2 thành viên Bang Yedam và Mashiho với lí do: Bang Yedam rời nhóm để tập trung học sản xuất âm nhạc còn Mashiho rời nhóm do vấn đề sức khỏe. Nhóm ra mắt với single album mang tên 'THE FIRST STEP: CHAPTER ONE' với bài hát chủ đề 'BOY' và ca khúc B-side 'Come To Me (들어와)'. Fandom của nhóm là TREASURE MAKER (트레저 메이커), viết tắt và đọc trong tiếng Hàn là 트메 (Teume).

## Lịch sử

### 2017-2019: Trước khi ra mắt: YG Treasure Box
Vào năm 2017, Choi Hyunsuk và Kim Junkyu đã tham gia MIXNINE (chương trình sống còn do YG hợp tác cùng các công ty giải trí khác tạo ra, được công chiếu trên đài JTBC) với tư cách là thực tập sinh của YG. Cuối cùng, Kim Junkyu dừng chân ở hạng 35, Choi Hyunsuk đứng top 5 chung cuộc và dự định ra mắt cùng top 9 B-team. Tuy nhiên, màn ra mắt bị hủy bỏ và Choi Hyun Suk trở lại làm thực tập sinh, sau đó tham gia YG Treasure Box.
Trong quá trình đào tạo, các thực tập sinh của YG gồm Yedam, Jihoon và Doyoung đã xuất hiện trên show sống còn của Mnet, Stray Kids, đánh dấu lần đầu tiên họ xuất hiện trên truyền hình.
Vào tháng 11 năm 2018, 28 thực tập sinh từ YG Entertainment đã tham gia show sống còn YG Treasure Box. Đáng chú ý là Bang Yedam từ K-pop Star 2 cũng như các thí sinh từ MIXNINE như Choi Hyunsuk và Kim Junkyu cũng xuất hiện, thu hút sự chú ý của công chúng. Trong trận chung kết, Haruto, Yedam, Junghwan và Junkyu đã được thông báo tham gia đội hình đầu tiên. Sau đó, YG đã tiết lộ các thành viên còn lại tham gia là Jeongwoo, Jaehyuk và Hyunsuk. Tên chính thức của nhóm là TREASURE.
Vào ngày 29 tháng 1 năm 2019, một thông báo cho đội hình thứ hai đã được công bố. Các thành viên được tiết lộ là Yoonbin, Mashiho, Doyoung, Yoshinori, Jihoon và Asahi, tên chính thức của nhóm được tiết lộ là MAGNUM. Ngay sau đó YG đã thông báo khi hoạt động chung, TREASURE và MAGNUM sẽ hợp nhất với tên TREASURE 13. Tên fandom chính thức cũng được tiết lộ là TREASURE MAKER.
TREASURE là nhóm nhạc có nhiều thành viên nhất trong lịch sử của nhà YG và cũng là nhóm nhạc thứ hai của YG có thành viên ngoại quốc.
Ngày 27 tháng 5 năm 2019, YG xác nhận Hyunsuk sẽ góp giọng cùng Lee Hi trong đĩa mở rộng [24℃] với ca khúc số 4 "한두 번(1, 2)". Hyunsuk cũng đồng thời tham gia viết lời cho bài hát cùng tiền bối B.I (iKON).
Ngày 31 tháng 12 năm 2019, YG xác nhận Yoonbin kết thúc hợp đồng với công ty và rời nhóm vì không phù hợp với phong cách âm nhạc. YG cũng khuyến khích các thành viên tham gia sản xuất và sáng tác âm nhạc. Nhóm chính thức hoạt động với 12 thành viên.

### 2020: Chính thức ra mắt
Ngày 6 tháng 1 năm 2020, YG tung ảnh "TREASURE NEW START" với tuyên bố rằng nhóm sẽ ra mắt với tên gọi mới TREASURE: Ngôi sao mới, Nghệ sĩ triển vọng, Tân binh tiềm năng.
Ngày 19 tháng 5 năm 2020, YG tung áp phích "TREASURE - DEBUT COMING SOON" xác nhận TREASURE sẽ ra mắt vào tháng 7/2020.
Ngày 5 tháng 6 năm 2020, Yedam phát hành bài hát solo trước khi ra mắt - ca khúc WAYO, vào lúc 4 giờ chiều Việt Nam. Trước đó, lúc 2 giờ 30 phút chiều, 12 thành viên TREASURE cùng có mặt trên V Live "TREASURE - PRE-DEBUT SPECIAL RELEASE COUNTDOWN LIVE", đây là lịch trình chính thức đầu tiên của TREASURE sau khi có thông báo ra mắt vào tháng 7.
Ngày 20 tháng 7, YG công bố ngày ra mắt chính thức của nhóm vào ngày 7/08/2020.
Ngày 30 tháng 7, nhóm công bố single album sẽ ra mắt mang tên THE FIRST STEP: CHAPTER ONE với bài hát chủ đề BOY và ca khúc phụ Come To Me (들어와).
Ngày 7 tháng 8, TREASURE chính thức ra mắt với ca khúc chủ đề "BOY" trong single album THE FIRST STEP: CHAPTER ONE. Nhóm đã nhận được hơn 170,000 bản đặt trước cho single album chỉ sau vài ngày. Sau 24 giờ phát hành, MV "BOY"  đạt được số lượt xem hiển thị là 9,15 triệu và 1,1 triệu lượt thích. MV cũng đứng top 1 thịnh hành trên YouTube tại nhiều quốc gia và vùng lãnh thổ. BOY đã đứng top các bảng xếp hạng nhạc số lớn tại Nhật Bản và Trung Quốc khi đạt hạng 1 tại Line Music và QQ Music. Ngoài ra, bài hát cũng giành được vị trí số 1 trên BXH iTunes tại 20 quốc gia và vùng lãnh thổ, xếp thứ 58 tại iTunes US. Trong nhiều giờ liền kể từ khi ra mắt, các từ khoá liên quan đến TREASURE đã lên top trending toàn cầu. Có hơn 1 triệu lượt tweet chỉ sau vài giờ ra mắt của nhóm.
Ngày 9 tháng 8, TREASURE đã có sân khấu debut tại SBS Inkigayo.
Ngày 31 tháng 8, TREASURE tổ chức kỷ niệm sau gần 1 tháng debut trên V Live và thông báo nhóm sẽ trở lại vào 18/9 với single album thứ 2: THE FIRST STEP: CHAPTER TWO.
Ngày 3 tháng 9, tập đầu tiên của TREASURE STUDIO được phát sóng. Đây là màn hợp tác của nhóm và LINE FRIENDS, thông qua đó, các thành viên tự tạo nhân vật của chính mình. Hình ảnh của các nhân vật cũng sẽ được sử dụng với mục đích thương mại, tên chính thức là TRUZ (True Friends).
Ngày 18 tháng 9, nhóm chính thức trở lại với ca khúc chủ đề "I LOVE YOU" trong single album THE FIRST STEP: CHAPTER TWO và B-side "B.L.T (BLING LIKE THIS)".
Ngày 6 tháng 11, TREASURE trở lại với single album thứ ba THE FIRST STEP: CHAPTER THREE và ca khúc chủ đề tên "MMM". "MMM" là 1 ca khúc hiphop đậm phong cách của YG, trong khi đó bài hát b-side "Orange" - là 1 bản ballad nhẹ nhàng, được sáng tác bởi thành viên Asahi, viết lời cùng Haruto, Choi Hyunsuk và Yoshi viết lời rap.
Series THE FIRST STEP đã bán được hơn 700.000 bản album chỉ tính đến ngày 16/11/2020, đưa TREASURE trở thành tân binh nửa triệu bản và tiến gần hơn với danh hiệu tân binh 1 triệu bản, trở thành nhóm nhạc bán ra 100.000 bản nhanh nhất lịch sử trên Hanteo với 3 single album.
Ngày 28/12/2020, YG Entertainment tung poster cho Full Album đầu tay trong sự nghiệp của TREASURE: 1st ALBUM - THE FIRST STEP: TREASURE EFFECT, đánh dấu sự trở lại của nhóm vào ngày 11/01/2021. Album có tất cả 10 bài, bao gồm tittle "My Treasure", 2 bài hát mới: "Be with me" và "Slowmotion", 6 bài hát thuộc series THE FIRST STEP và cuối cùng là Going Crazy - bài hát chủ đề của TREASURE BOX từ năm 2018. Đặc biệt, "MMM" Rock ver. và "I Love You" Piano ver. được bao gồm trong CD album.

### 2021: Phát hành Full Album đầu tiên và màn ra mắt tại Nhật Bản
Ngày 5/01/2021, bài hát tiếng Nhật đầu tiên của TREASURE - "Beautiful" được đưa vào sử dụng cho bộ phim anime Black Clover. Đây là bài hát gốc của nhóm, có sự tham gia viết lời bởi thành viên Yoshi và là bản Ending Song thứ 13 của bộ phim. Trong thời gian tập phim được phát sóng vào ngày 5/1, hashtag #BlackClover_with_TREASURE đã đạt xu hướng trending top 1 toàn cầu. Comicbook nhận định: "Đây không phải lần đầu tiên Anime kết hợp cùng với làn sóng mạnh mẽ của Kpop cho các bài hát chủ đề, nhưng nó chắc chắn là bài hát được quảng bá một cách rầm rộ nhất." Beautiful đã gây được tiếng vang nhất định cho tên tuổi của TREASURE đối với người hâm mộ anime nói chung, là tiền đề cho màn ra mắt trong tương lai của nhóm ở Nhật Bản."
4 giờ chiều ngày 11/01 (giờ VN), TREASURE chính thức trở lại với 1st album THE FIRST STEP: TREASURE EFFECT. Tất cả 4 bài hát chủ đề của THE FIRST STEP đều đạt được vị trí số 1 trên BXH Line Music theo thời gian phát hành. Ngày 14/01, nhóm có sân khấu quảng bá đầu tiên trên show M Countdown của Mnet với tittle My Treasure và Going Crazy, đánh dấu sự trở lại của gà nhà YG sau hơn 4 năm vắng bóng trên show âm nhạc này.
Ngày 15/01, YG tung teaser cho TREASURE MAP season 2, lên sóng tập đầu tiên vào ngày 22/1.
Sáng ngày 20/1/2021, TREASURE chính thức được hãng mỹ phẩm Hàn Quốc Ma:nyo Factory xác nhận là đại diện thương hiệu. Nhãn hàng cho biết TREASURE sẽ hoạt động tích cực với tư cách là đại sứ thương hiệu cho Ma:nyo Factory. Đặc biệt, họ kỳ vọng việc tiếp thị sẽ được củng cố thông qua tầm ảnh hưởng toàn cầu của các nghệ sĩ sau khi mở rộng thành công ra nước ngoài như ở Châu Âu, Nhật Bản, Trung Quốc, Việt Nam, Anh và Đan Mạch. Buổi sáng cùng ngày, YG Entertainment xác nhận doanh số của THE FIRST STEP: TREASURE EFFECT vượt 280.000+ bản album bán ra. Cùng với hơn 720.000 bản của 3 single album đã phát hành trước đó, TREASURE chính thức trở thành tân binh triệu bản - là tân binh thế hệ thứ 4 nhanh nhất chạm đến cột mốc này.
Ngày 21/01, YG Entertainment thông báo TREASURE sẽ chính thức ra mắt tại Nhật Bản vào 31/03. Album debut tại thị trường này sẽ có 13 bài, trong đó gồm 12 bài ở Full Album đầu tay và bản đầy đủ của Beautiful.
22h Việt Nam ngày 13/02/2021, tức 00h ngày 14/02/2021 (giờ Hàn Quốc), Beautiful chính thức được phát hành. Chỉ ít giờ sau khi ra mắt, bài hát nhanh chóng giữ vị trí no.1 của BXH thời gian thực trên Line Music Nhật Bản và no.1 BXH Anime song của QQ Music.
Ngày 10/03 (00h giờ Nhật Bản), 4 ca khúc chủ đề của THE FIRST STEP: TREASURE EFFECT bản tiếng Nhật được phát hành dưới dạng nhạc số và công chiếu MV trên YouTube. Rất nhanh chóng, "BOY (Japanese Ver.)" đạt hạng 1 trên bảng xếp hạng thời gian thực của Line Music trong vòng 149 giờ (tính đến 12 giờ trưa ngày 16/03), trở thành ca khúc với số giờ trụ trên BXH Line Music cao nhất của một nghệ sĩ K-Pop Gen 4. Ngoài ra, "BOY (Japanese Ver.)" cũng trở thành ca khúc đầu tiên của TREASURE đạt hạng 1 trên bảng xếp hạng hàng tuần, nối tiếp là "MY TREASURE (Japanese Ver.)" với 33 giờ xếp hạng 1 theo thời gian thực (tính đến 7 giờ sáng ngày 23/03). Nhóm đã phá vỡ kỷ lục trước đó và trở thành nhóm nhạc K-Pop Gen 4 với nhiều bài hát đạt hạng 1 nhất ở BXH thời gian thực, đồng thời cũng là 1 trong 4 nghệ sĩ K-Pop có ít nhất 2 bài hát đạt no.1 trên bảng xếp hạng hàng tuần của Line Music (bên cạnh BTS, Twice và TXT).
Ngày 31/3, TREASURE có màn ra mắt chính thức tại Nhật Bản. Full Album tiếng Nhật đầu tiên của nhóm được phát hành. Theo Oricon, TREASURE đã tẩu tán được gần 40 nghìn bản album chỉ trong ngày đầu tiên, đứng thứ 1 ở hạng mục Daily Chart trên BXH này và BXH Billboard Japan. Album cũng nhanh chóng có thứ hạng no.1 trên BXH thời gian thực của Line Music.

### 2022: Ra mắt mini album thứ 2 "THE SECOND STEP: CHAPTER ONE"
YG Entertainment đã đăng trên blog chính thức của mình vào lúc 00:00 ngày 17, 'TREASURE-'THE SECOND STEP'CONCEPT POSTER.". Ngay khi có thông báo theo YG vào ngày 20/1, tổng lượng hàng đặt "THE SECOND STEP: CHAPTER ONE" của TREASURE đã vượt qua 600.000 bản. Đây là con số thống kê sau 8 ngày kể từ khi mở bán vào ngày 11/1 và gấp đôi so với album đầu tiên của nhóm (360.000 bản). Mini album The Second Step: Chapter One có 4 bài hát gồm: Ca khúc chủ đề Jikjin cùng với U, Darari và It's Okay. Phiên bản đĩa hát sẽ có thêm 2 bài hát là Best Friend Forever và Gonna Be Fine. Mini album The Second Step: Chapter One là phần tiếp theo của series đầu tay The First Step của nhóm, kết thúc bằng album đầy đủ với ca khúc chính My Treasure vào tháng 1 năm 2021. Khi vừa phát hành từ khóa "Jikjin" và "TREASURE" đã on top trending Twitter toàn cầu. MV ca khúc chủ đề "Jikjin" của Treasure đã được phát hành lúc 3:20 chiều ngày thứ 16 và nó đã vượt qua 10 triệu lượt xem trên YouTube. Đã khoảng 21 giờ kể từ khi phát hành và đây là số lượt xem tăng nhanh nhất trong số các video âm nhạc hiện có của Treasure. Lúc 7 giờ sáng ngày 2.3 (theo giờ Hàn Quốc), video âm nhạc của nhóm nhạc nam TREASURE với tên gọi "JIKJIN" đã chính thức cán mốc 50 triệu lượt xem trên YouTube. Tính đến hiện tại YG cho biết TREASURE đã bán ra hơn 800.000 bản cho mini album "The Second Step: Chapter One". ca khúc chủ đề của album là "JIKJIN" (Thẳng tiến đến em) cũng đang chiếm thứ hạng cao nhất trên các trang nghe nhạc trực tuyến của Nhật Bản như Oricon, Line Music, Apple Music, iTunes, AWA, Rakuten Music, mu-mo. "JIKJIN" cũng đã ba tuần liên tiếp nằm trong bảng xếp hạng "Billboard Global 200" và "Billboard Global" (không gồm Mỹ) và dẫn đầu bảng xếp hạng của iTunes tại 30 quốc gia và vùng lãnh thổ.
Ca khúc b-side 'Darari' với sự góp mặt sáng tác của thành viên Yedam và viết lời của các thành viên Huynsuk, Yoshi, Haruto, Yedam đã lọt bảng xếp hạng "Billboard Global" (không bao gồm Mỹ) ở vị trí thứ 135. 'DARARI" là ca khúc thuộc thể loại R&B, nằm trong album "The Second Step: Chapter One" phát hành trong tháng 2 vừa qua của Treasure. Đặc biệt, thử thách về vũ điệu của ca khúc hiện đang hết sức thịnh hành trên nền tảng TikTok, thu hút sự quan tâm của giới trẻ toàn cầu thuộc thế hệ MZ. Các video có gắn hashtag "#dadarichallenge" hiện đã đạt hơn 500 triệu lượt xem. DARARI là audio đạt 50M view nhanh nhất của boygroup gen4.Sau 116 ngày phát hành, bản audio của Darari trên YouTube đã nhanh chóng vượt 50 triệu lượt xem mang về cho nhóm thành tích là Boygroup Gen4 có audio song đạt được cột mốc này nhanh nhất.
TREASURE đã tổ chức concert đầu tiên tại Hội trường Olympic thuộc Công viên Olympic ở Seoul, Hàn Quốc trong hai ngày 9-10/4. TREASURE cũng đã khởi động tour trên đất nước Nhật Bản. Tour sẽ trải khắp 6 thành phố lớn bao gồm Hokkaido, Fukui, Aichi, Fukuoka, Hyogo và Saitama với các sân vận động lớn để TREASURE có dịp hòa mình vào âm nhạc với Teumes ở xứ xở hoa anh đào. Theo thông tin từ YG, Japan Arena Tour của TREASURE (bao gồm 17 buổi concert tại 6 thành phố của Nhật Bản) đã sold out toàn bộ. Số lượng vé bán ra là 155.000 vé. Tuy nhiên, nhu cầu mua vé tới arena tour của nhóm vẫn rất cao với khoảng 320,000 lượt đặt trước vì vậy trước tình trạng cháy vé nhanh chóng sau khi mở bán vào 2 tuần trước, hôm nay YG đã bổ sung vào danh sách các buổi hoà nhạc thêm 7 concert, đặc biệt có thêm điểm đến là thủ đô Tokyo vào ngày 31/12. Như vậy, tour có tổng cộng 24 buổi hoà nhạc tại 7 thành phố và 210,000 người có thể tham dự. Ngày 27/5 YG đăng thông báo như sau: "TREASURE tạm thời sẽ hoạt động với 10 thành viên: Choi HyunSuk, Jihoon, Yoshi, Junkyu, Yoon Jaehyuk, Asahi, Doyoung, Haruto, Park Jeongwoo và So Junghwan. Theo ý kiến của bản thân, Bang Yedam muốn tăng cường năng lực sản xuất với tư cách là một nghệ sĩ, anh quyết định tập trung vào việc học nhạc trong một thời gian nhất định. Hiện tại, Mashiho đang nghỉ phép tại Nhật Bản đã yêu cầu gia hạn thời gian nghỉ ngơi và dành nhiều thời gian hơn cho gia đình vì lý do sức khỏe. Phía YG cho biết: "Chúng tôi luôn nỗ lực để tăng trưởng và hỗ trợ cho các nghệ sĩ đồng thời đặt sức khỏe của các thành viên lên giá trị hàng đầu. Phía công ty chia sẻ: "Sau khi thảo luận đầy đủ với các thành viên TREASURE, chúng tôi đã quyết định cho hai thành viên thêm thời gian nghỉ ngơi, vì vậy mong các fan hãy thông cảm và ủng hộ chúng tôi". Bên cạnh đó Treasure có dự định comeback vào mùa hè năm nay. Nhóm đã chọn xong bài hát chủ đề, sau khi hoàn thành quá trình thu âm và luyện tập vũ đạo sẽ tiến hành quay MV. Vào cuối năm nay Arena tour tại 6 thành phố của Nhật cũng sẽ được tiến hành tổ chức và công ty đang tiếp tục xem xét tổ chức thêm concert vì trong concert đầu tiên của nhóm vẫn chưa được trọn vẹn do phải tuân thủ quy tắc phòng chống dịch Covid-19". Phía YG cho biết: "Sau concert TRACE đầu tiên của TREASURE bán hết vé offline trong 2 ngày, sự ủng hộ của người hâm mộ không ngừng tăng lên. Dù là concert đầu tiên nhưng các fan vẫn rất tiếc nuối vì không thể reo hò và cổ vũ theo quy tắc phòng dịch Corona 19. Các thành viên cũng đang tích cực xem xét thêm concert".

## Thành viên
- Nhóm trưởng: Choi Hyunsuk, Jihoon (2020-2024), Kim Junkyu, Asahi (2025-nay)

| Nghệ danh           | Nghệ danh | Nghệ danh        | Tên khai sinh      | Tên khai sinh     | Tên khai sinh     | Tên khai sinh | Tên khai sinh         | Vai trò             | Đá quý đại diện             | Ngày sinh                  | Quốc tịch | Nhóm nhỏ |
| Latinh              | Hangul    | Kana             | Latinh             | Hangul            | Kana              | Hanja         | Hán-Việt              | Vai trò             | Đá quý đại diện             | Ngày sinh                  | Quốc tịch | Nhóm nhỏ |
| Thành viên hiện tại |           |                  |                    |                   |                   |               |                       |                     |                             |                            |           |          |
| Choi Hyunsuk        | 최현석    | チェ・ヒョンソク | Choi Hyun-suk      | 최현석            | チェ・ヒョンソク  | 崔玹硕        | Thôi Huyền Thạc       | Main Rapper, Dancer | Garnet (Ngọc hồng lựu)      | 21 tháng 4, 1999 (25 tuổi) | Hàn Quốc  |          |
| Jihoon              | 지훈      | ジフン           | Park Ji-hoon       | 박지훈            | パク・ジフン      | 朴志焄        | Phác Chí Huân         | Vocalist, Dancer    | Amethyst (Thạch anh tím)    | 14 tháng 3, 2000 (24 tuổi) | Hàn Quốc  | T5       |
| Yoshi               | 요시      | ヨシ             | Kanemoto Yoshinori | 카네모토 요시노리 | かねもと よしのり | 金本芳典      | Kim Bản Phương Điển   | Rapper              | Aquamarine (Ngọc xanh biển) | 15 tháng 5, 2000 (24 tuổi) | Nhật Bản  |          |
| Yoshi               | 요시      | ヨシ             | Kim Bang-jeon      | 김방전            | キム・パンジョン  | 金芳典        | Kim Phương Điển       | Rapper              | Aquamarine (Ngọc xanh biển) | 15 tháng 5, 2000 (24 tuổi) | Hàn Quốc  |          |
| Junkyu              | 준규      | ジュンギュ       | Kim Jun-kyu        | 김준규            | キム・ジュンギュ  | 金俊奎        | Kim Tuấn Khuê         | Vocalist            | Diamond (Kim cương)         | 9 tháng 9, 2000 (24 tuổi)  | Hàn Quốc  | T5       |
| Yoon Jaehyuk        | 윤재혁    | ユン・ジェヒョク | Yoon Jae-hyuk      | 윤재혁            | ユン・ジェヒョク  | 尹材赫        | Duẫn Tài Hách         | Vocalist, Dancer    | Pearl (Ngọc trai)           | 23 tháng 7, 2001 (23 tuổi) | Hàn Quốc  | T5       |
| Asahi               | 아사히    | アサヒ           | Hamada Asahi       | 하마다 아사히     | アサヒ            | 滨田朝光      | Tân Điền Triêu Quang  | Vocalist            | Ruby (Hồng ngọc)            | 20 tháng 8, 2001 (23 tuổi) | Nhật Bản  |          |
| Doyoung             | 도영      | ドヨン           | Kim Do-young       | 김도영            | キム・ドヨン      | 金道荣        | Kim Đạo Vinh          | Vocalist, Dancer    | Sapphire (Ngọc bích)        | 4 tháng 12, 2003 (20 tuổi) | Hàn Quốc  | T5       |
| Haruto              | 하루토    | ハルト           | Watanabe Haruto    | 와타나베 하루토   | ワタナベ・ハルト  | 渡辺温斗      | Độ Biên Ôn Đẩu        | Rapper              | Opal (Ngọc mắt mèo)         | 5 tháng 4, 2004 (20 tuổi)  | Nhật Bản  |          |
| Park Jeongwoo       | 박정우    | パク・ジョンウ   | Park Jeong-woo     | 박정우            | パク・ジョンウ    | 朴炡禹        | Phác Trình Vũ         | Main Vocalist       | Topaz (Hoàng ngọc)          | 28 tháng 9, 2004 (20 tuổi) | Hàn Quốc  |          |
| So Junghwan         | 소정환    | ソ・ジョンファン | So Jung-hwan       | 소정환            | ソ・ジョンファン  | 苏庭焕        | Tô Đình Hoán          | Vocalist, Dancer    | Turquoise (Ngọc lam)        | 18 tháng 2, 2005 (19 tuổi) | Hàn Quốc  | T5       |
| Cựu thành viên      |           |                  |                    |                   |                   |               |                       |                     |                             |                            |           |          |
| Mashiho             | 마시호    | マシホ           | Takata Mashiho     | 타카타 마시호     | たかた ましほ     | 高田真史帆    | Cao Điền Chân Sử Phàm | Vocalist, Dancer    | Emerald (Ngọc lục bảo)      | 25 tháng 3, 2001 (23 tuổi) | Nhật Bản  |          |
| Bang Yedam          | 방예담    | バン・イェダム   | Bang Ye-dam        | 방예담            | バン・イェダム    | 方艺潭        | Phương Nghệ Đàm       | Main Vocalist       | Peridot (Ngọc vàng lục)     | 7 tháng 5, 2002 (22 tuổi)  | Hàn Quốc  |          |

## Danh sách đĩa nhạc
| Năm  | Tên                             | Thông tin | Doanh số | Chứng nhận     |
| 2020 | THE FIRST STEP: CHAPTER ONE     | - Phát hành: 7 tháng 8 năm 2020 - Hãng: YG Entertainment - Định dạng: CD, tải nhạc, streaming Danh sách 1. BOY *title 2. Come To Me (들어와) 3. BOY (chỉ nhạc cụ) (chỉ CD) 4. Come To Me (들어와) (chỉ nhạc cụ) (chỉ CD) | 247,983  | KMCA: Platinum |
| 2020 | THE FIRST STEP: CHAPTER TWO     | - Phát hành: 18 tháng 9 năm 2020 - Hãng: YG Entertainment - Định dạng: CD, tải nhạc, streaming 1. 사랑해 (I LOVE YOU) *title 2. B.L.T (BLING LIKE THIS) 3. 사랑해 (I LOVE YOU) (chỉ nhạc cụ) (chỉ CD) 4. B.L.T (BLING LIKE THIS) (chỉ nhạc cụ) (chỉ CD) | 239,326  |                |
| 2020 | THE FIRST STEP: CHAPTER THREE   | - Phát hành: 06 tháng 11 năm 2020 - Hãng: YG Entertainment - Định dạng: CD, tải nhạc, streaming 1. 음 (MMM)*title 2. 오렌지 (ORANGE) 3. 음 (MMM) (chỉ nhạc cụ) (chỉ CD) 4. 오렌지 (ORANGE) (chỉ nhạc cụ) (chỉ CD) | 232,134  |                |
| 2021 | THE FIRST STEP: TREASURE EFFECT | - Phát hành: 11 tháng 1 năm 2021 - Hãng: YG Entertainment - Định dạng: CD, tải nhạc, streaming 1. MY TREASURE *title 2. 나랑있자 (BE WITH ME) 3. SLOWMOTION 4. BOY 5. 들어와 (COME TO ME) 6. 사랑해 (I LOVE YOU) 7. B.L.T (BLING LIKE THIS) 8. 음 (MMM) 9. 오렌지 (ORANGE) 10. 미쳐가네 (GOING CRAZY) 11. 사랑해 (I LOVE YOU) (Piano ver.) (chỉ CD) 12. 음 (MMM) (Rock ver.) (chỉ CD) | 271,233  | KMCA: Platinum |
| 2022 | THE SECOND STEP: CHAPTER ONE    | - Phát hành: 15 tháng 2 năm 2022 - Hãng: YG Entertainment - Định dạng: CD, tải nhạc, streaming | 800,000  |                |
| 2022 | THE SECOND STEP: CHAPTER ONE    | 1. 직진 (JIKJIN) *title 2. U 3. 다라리 (DARARI) 4. 괜찮아질 거야 (IT'S OKAY) 5. BFF (chỉ CD) 6. Gonna Be Fine (chỉ CD) | 800,000  |                |
| 2022 | THE SECOND STEP : CHAPTER TWO   | - Phát hành: 4 tháng 10 năm 2022 - Hãng: YG Entertainment - Định dạng: CD, tải nhạc, streaming Danh sách 1. HELLO *title 2. VolKno (Choi Hyun-suk x Yoshi x Haruto Unit) 3. CLAP! 4. THANK YOU (감사합) (Asahi x Haruto Unit) 5. 'Hold It In (묻어둔다) 6. DARARI (Rock Remix) (chỉ CD)                                                                                               | 559,325  |                |

## Video âm nhạc
|      |                                            |                                                         |
| Năm  | Tựa đề                                     | Ghi chú                                                 |
| 2020 | GOING CRAZY <DANCE PERFOMANCE FLIM>        | Ca khúc chủ đề của YG TREASURE BOX                      |
| 2020 | WAYO                                       | Ca khúc solo trước khi nhóm ra mắt của Bang Yedam       |
| 2020 | BOY                                        | MV ra mắt của cả nhóm                                   |
| 2020 | 사랑해 (I LOVE YOU)                        | Comeback lần đầu sau khi ra mắt                         |
| 2020 | 음 (MMM)                                   | Hoàn tất series The First Step.                         |
| 2021 | MY TREASURE                                | Ca khúc chủ đề của 1st Full Album.                      |
| 2021 | BOY (Japanese Ver.)                        | Các bài hát chủ đề của Full Album đầu tiên, tiếng Nhật. |
| 2021 | I LOVE YOU (Japanese Ver.)                 | Các bài hát chủ đề của Full Album đầu tiên, tiếng Nhật. |
| 2021 | MMM (Japanese Ver.)                        | Các bài hát chủ đề của Full Album đầu tiên, tiếng Nhật. |
| 2021 | MY TREASURE (Japanese Ver.)                | Các bài hát chủ đề của Full Album đầu tiên, tiếng Nhật. |
| 2021 | BEAUTIFUL                                  | MV đánh dấu màn ra mắt chính thức tại Nhật Bản          |
| 2022 | 직진 ( JIKJIN)                             | MV comeback sau 1 năm vắng bóng                         |
| 2022 | 다리리 ( DARARI) < Dance Perfomance Video> |                                                         |
| 2022 | DARARI (REMIX) video diễn độc quyền        |                                                         |
| 2022 | HELLO!                                     | MV đánh dấu sự ra mắt EP tiếp theo của nhóm             |

## Danh sách phim và chương trình truyền hình
| Năm         | Kênh phát sóng   | Tên chương trình                 | Thành viên                                                       | Vai trò                        | Ghi chú                                       |
| 2017 - 2018 | YouTube          | MIXNINE                          | Hyun Suk, Junkyu                                                 | Thí sinh                       | Chung cuộc: Hyunsuk hạng 5 Junkyu hạng 35     |
| 2017 - 2018 | JTBC             | MIXNINE                          | Hyun Suk, Junkyu                                                 | Thí sinh                       | Chung cuộc: Hyunsuk hạng 5 Junkyu hạng 35     |
| 2018        | Mnet             | Stray Kids                       | Doyoung, Jihoon, Yedam (cựu thành viên),                         | TTS của YG                     | Tập 6 - 7                                     |
| 2018        | Neflix           | Trung tâm chiến lược YG          | Hyunsuk, Yedam (cựu thành viên)                                  | Diễn viên phụ                  | Tập 4                                         |
| 2018 - 2019 | V Live           | YG Treasure Box                  | Treasure                                                         | Thí sinh                       |                                               |
| 2018 - 2019 | YouTube          | YG Treasure Box                  | Treasure                                                         | Thí sinh                       |                                               |
| 2018 - 2019 | JTBC             | YG Treasure Box                  | Treasure                                                         | Thí sinh                       |                                               |
| 2018 - 2019 | YouTube          | Kwon Hyun Bin Begins             | Haruto, Hyun Suk, Junkyu, Junghwan,Yedam (cựu thành viên)        | Khách mời                      | Haruto, Hyun Suk - Tập 2 Tất cả - Tập 3       |
| 2020        | YouTube & V Live | TREASURE MAP (Season 1)          | Cả nhóm                                                          | Nhân vật chính                 | Show thực tế pre-debut                        |
| 2020        | YouTube & V Live | TREASURE TMI                     | Cả nhóm                                                          | Nhân vật chính                 | Các video ngắn                                |
| 2020        | YouTube & V Live | 3-minute TREASURE                | Cả nhóm                                                          | Nhân vật chính                 | Các video ngắn                                |
| 2020        | YouTube & V Live | Fact Check                       | Cả nhóm                                                          | Nhân vật chính                 | Các video ngắn                                |
| 2020        | YouTube & V Live | T-Talk                           | Cả nhóm                                                          | Nhân vật chính                 | Các video ngắn                                |
| 2020        | V Live           | Star Road                        | Cả nhóm                                                          | Nhân vật chính                 | Các video tập ngắn. (OSEN)                    |
| 2020        | V Live           | LieV                             | Cả nhóm                                                          | Nhân vật chính                 | 2/9                                           |
| 2020        | V Live           | Our Night                        | Cả nhóm                                                          | Nhân vật chính                 | 5/10                                          |
| 2020        | YouTube          | TREASURE STUDIO (Season 1)       | Cả nhóm                                                          | Nhân vật chính                 | Các video tập ngắn. Hợp tác cùng LINE FRIENDS |
| 2020        | YouTube          | Pops in Seoul: "My Idol Diaries" | Cả nhóm                                                          | Nhân vật chính                 | Các video tập ngắn.                           |
| 2020        | YouTube          | Tokopedia WIB                    | Cả nhóm                                                          | Nhân vật chính                 | 25/9                                          |
| 2020        | Naver Now.       | Party B                          | Cả nhóm                                                          | Nhóm nhạc trình diễn           | 28/9                                          |
| 2020        | Naver Now.       | Late Night Idol                  | Cả nhóm                                                          | Nhân vật chính                 | 14/8 và 16/11                                 |
| 2020        | Naver Now.       | TREASURE STUDIO                  | Cả nhóm                                                          | Nhân vật chính                 | Giới thiệu TRUZ (10/12)                       |
| 2020        | KBS Cool FM      | Kang Hana's Volume Up Radio      | Cả nhóm                                                          | Nhân vật chính                 | 23/9                                          |
| 2020        | MBC              | Idol Radio                       | Cả nhóm                                                          | Nhân vật chính                 | 24/9                                          |
| 2020        | MBC              | MBC Radio                        | Hyunsuk, Jihoon, Junkyu, Asahi, Jeongwoo, Yedam (cựu thành viên) | Nhân vật chính                 | 28/9                                          |
| 2020        | MBC              | King of Masked Singer            | Jihoon, Yedam (cựu thành viên)                                   | Khách mời / hội đồng giám khảo | Tập 275 (4/10) và 276 (11/10)                 |
| 2020        | MBC              | King of Masked Singer            | Yedam (cựu thành viên)                                           | Thí sinh                       | Tập 283 (29/11) và 284 (6/12)                 |
| 2020        | MBC              | Weekly Idol                      | Cả nhóm                                                          | Nhân vật chính                 | Tập 479 (30/9)                                |
| 2020        | JTBC             | Hidden Singer                    | Junkyu, Jeongwoo, Yedam (cựu thành viên)                         | Khách mời                      | 13/11                                         |
| 2020        | STATV            | Idol League                      | Cả nhóm                                                          | Nhân vật chính                 | Tập 8 (5/12)                                  |
| 2021        | KBS Cool FM      | DAY 6 'Kiss The Radio'           | Cả nhóm                                                          | Nhân vật chính                 | 20/1                                          |
| 2021        | YouTube          | ALL ROUND KPOP 'SEOUL MUSIC'     | Cả nhóm                                                          | Nhân vật chính                 | Melon, các tập ngắn.                          |
| 2021        | YouTube          | TREASURE MAP (Season 2)          | Cả nhóm                                                          | Nhân vật chính                 | Show thực tế                                  |
| 2021        | YouTube          | TREASURE STUDIO (Season 2)       | Cả nhóm                                                          | Nhân vật chính                 | Các video tập ngắn. Hợp tác cùng LINE FRIENDS |
| 2021        | SBS Power FM     | Lee Joon Young Street            | Jihoon, Mashiho (cựu thành viên), Yedam (cựu thành viên)         | Khách mời                      | 24/1                                          |
| 2021        | KBS              | You Heeyeol's Sketchbook         | Cả nhóm                                                          | Khách mời                      | 5/2                                           |
| 2021        | MBC              | Video Star                       | Jihoon                                                           | Khách mời                      | 9/3                                           |
| 2021        | MBC              | King Of Masked Singer            | Junkyu, Jeongwoo                                                 | Khách mời/ Giám khảo           | 16/5                                          |
| 2021        | SBS              | Inkigayo                         | Jihoon                                                           | MC                             | Trở thành MC từ ngày 7/3                      |
| 2021        | SBS              | My Little Old Boy                | Jeongwoo                                                         | Khách mời                      | 14/3                                          |
| 2021        | tvN              | Amazing Saturday                 | Jihoon, Jeongwoo                                                 | Khách mời                      | Tập 157 (24/4)                                |
| 2022        | tvN              | Rakkidol                         | Huynsuk, Jihoon                                                  | Nhân vật chính                 | Show thực tế                                  |

## Quảng cáo (CF)
| Năm        | Nhãn hàng      | Vai trò            | Ghi chú                            |
| Năm        | Nhãn hàng      | Vai trò            | Ghi chú                            |
| 2021       | Ma:nyo Factory | Đại sứ thương hiệu |                                    |
| 2021       | Ruangguru      | Đại sứ thương hiệu |                                    |
| 2022-2023  | Wonderwall     | Đại sứ thương hiệu | Wonderwall x TREASURE              |
| 2022- 2023 | Ongredients    | Đại sứ thương hiệu |                                    |
| 2023       | Flawless       | Đại sứ thương hiệu | Flawless x TREASURE                |
| 2023       | FCMM           | Đại sứ thương hiệu | FCMM x TREASURE                    |
| 2023       | BAOJI          | Người mẫu BST      | BAOJI x TREASURE                   |
| 2024       | Uniqlo         | Người mẫu BST      | BST Uniqlo UT x Find your Treasure |
| 2024       | Crocs          | Người mẫu BST      | BST BOYS IN CROCS                  |
| 2024       | SHIONLE JAPAN  | Đại sứ thương hiệu |                                    |

## Giải thưởng và đề cử
| Năm  | Giải thưởng                  | Hạng mục                                    | Kết quả   |
| 2020 | Asia Artist Awards           | Tân binh của năm (Rookie of the Year)       | Đoạt giải |
| 2020 | Asia Artist Awards           | Popularity Award                            | Đề cử     |
| 2020 | Melon Music Awards           | Tân binh của năm (Best New Artist)          | Đề cử     |
| 2020 | Mnet Asian Music Awards      | Tân binh nam của năm (Best New Male Artist) | Đoạt giải |
| 2020 | Mnet Asian Music Awards      | Nghệ sĩ của năm (Artist of the Year)        | Đề cử     |
| 2020 | Mnet Asian Music Awards      | Worldwide Fan's Choice                      | Đoạt giải |
| 2021 | Golden Disc Awards           | Tân binh của năm (Rookie Artist)            | Đoạt giải |
| 2021 | APAN Music Awards            | New Wave Award                              | Đoạt giải |
| 2021 | Seoul Music Awards           | New Artist Award                            | Đoạt giải |
| 2022 | Mnet Asia Music Awards       | Worldwide Fan's Choice                      | Đoạt giải |
| 2022 | Mnet Asia Music Awards       | Worldwide Icon of the Year                  | Đoạt giải |
| 2022 | Mnet Asia Music Awards       | Best Dance Performace - Male Group          | Đoạt giải |
| 2023 | Mnet Asia Music Awards       | Best Male Group                             | Đoạt giải |
| 2023 | Mnet Asia Music Awards       | Worldwide Fan's Choice                      | Đề cử     |
| 2023 | Mnet Asia Music Awards       | Favorite Dance Performance – Male Group     | Đoạt giải |
| 2023 | Mnet Asia Music Awards       | Neo Flip Artist Award                       | Đoạt giải |
| 2023 | The Fact Music Awards        | Bonsang Artists of the Year                 | Đoạt giải |
| 2024 | Asia Star Entertainer Awards | The Best Touring Artist                     | Đoạt giải |
| 2024 | Asia Star Entertainer Awards | The Best Hihop                              | Đoạt giải |
| 2024 | Asia Star Entertainer Awards | Platinum World Wide                         | Đoạt giải |

## Chương trình âm nhạc

### Show Champion
| Năm  | Ngày       | Bài hát  | Điểm |
| ---- | ---------- | -------- | ---- |
| 2022 | 23 tháng 2 | "JIKJIN" | 5486 |
| 2025 | 19 tháng 3 | "YELLOW" | 4259 |

### Music Bank
| Năm  | Ngày       | Bài hát  | Điểm |
| ---- | ---------- | -------- | ---- |
| 2022 | 25 tháng 2 | "JIKJIN" | 4520 |

## Show diễn & concert
| Năm  | Tên Show/Concert          | Địa điểm      | Thời Gian | Ghi chú               |
| 2020 | SBS SUPER ON:TACT CONCERT | Special Vlive | 18/10     | Concert               |
| 2020 | SBS Gayo Daejeon          | Daegu         | 25/12     | Show âm nhạc cuối năm |